# Richard E. Grant
Richard E. Grant, ursprungligen Richard Grant Esterhuysen, född 5 maj 1957 i Mbabane i Swaziland, är en brittisk skådespelare, regissör och manusförfattare.
Grant medverkade i Corpse Bride i rollen som Lord Barkis. Han spelade också den onde Jack Stapleton i Baskervilles hund 2002 mot bland andra Ian Hart och Richard Roxburgh.

## Filmografi (i urval)
- 1987 – Withnail och jag
- 1991 – L.A. Story
- 1992 – Bram Stokers Dracula
- 1993 – Oskuldens tid
- 1994 – Prêt-à-Porter
- 1994 - Hard Times
- 1995 - Pocahontas (röst)
- 1995 - Helt hysteriskt
- 1996 – Porträtt av en dam
- 1996 – Trettondagsafton
- 1996 - A Royal Scandal
- 1998 - Röda nejlikan
- 1999 - Let Them Eat Cake
- 1999 - En julsaga
- 1999-2000 - Röda nejlikan
- 2000 – Miraklernas man
- 2001 – Gosford Park
- 2002 - Baskervilles hund (TV-film)
- 2004 - Frasier

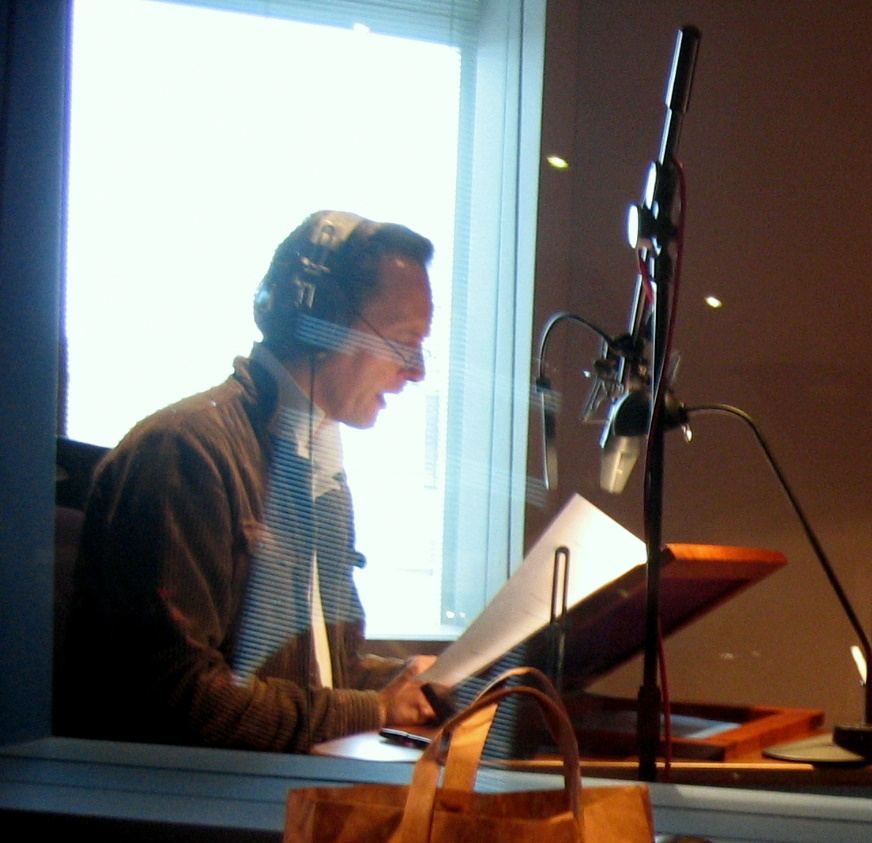
Grant under en röstinspelning i London.

- 2004 - The story of Bohemian Rhapsody
- 2005 – Corpse Bride
- 2006 - Above and Beyond
- 2007 - Ett fall för Dalziel & Pascoe
- 2011 - Järnladyn
- 2012 - Doctor Who (julspecial)
- 2018 – Can You Ever Forgive Me?
- 2019 – Star Wars: The Rise of Skywalker
- 2021 – Loki (TV-serie)
- 2022 – Suspect (TV-serie)
- 2025 – Too Much (TV-serie)
- 2025 – Torsdagsmordklubben
- 2025 – Nuremberg